# Шибаев, Валерий Петрович
Валерий Петрович Шибаев (род. 6 августа 1936, Москва) – советский, российский учёный-химик, профессор, доктор химических наук, специалист в области физико-химии высокомолекулярных соединений, член-корреспондент РАН.

## Биография
Родился 6 августа 1936 года в Москве. Отец — Пётр Андреевич Шибаев (1902—1961) кадровый военный, полковник; мать — Нина Сергеевна Шибаева (1904—1987), в девичестве Орлова.
Окончил в 1959 году химический факультет МГУ им. М. В. Ломоносова и был принят на работу на кафедру высокомолекулярных соединений, где прошёл путь от младшего научного сотрудника до профессора. Ученик академиков В. А. Каргина и Н. А. Платэ. В 1963 году защитил кандидатскую диссертацию «Структурообразование в привитых сополимерах» (руководители: академик РАН В. А. Каргин, член-корреспондент РАН Н. А. Платэ), в 1974 — докторскую диссертацию «Структура и свойства гребнеобразных полимеров». Профессор с 1976 года; подготовил более 40 кандидатов и 7 докторов наук. Читал курсы лекций: «Высокомолекулярные соединения», «Химические превращения полимеров», «Структурно-химическая модификация полимеров», «Введение в специальность», «Жидкие кристаллы и жидкокристаллические полимеры». Заведующий лабораторией химических превращений полимеров химического факультета МГУ с 1985 года, заместитель заведующего кафедрой высокомолекулярных соединений с 1976 года.
В 1970—1971 годах стажировался в Падуанском университете (Италия); в 1978 году в Майнцком университете (Германия). В 1979 году получил стипендию Фулбрайта (США) и в течение трёх месяцев работал в Лоувельском университете (теперь Массачусетский университет) в качестве приглашённого профессора. В 1991-93 читал курсы лекций по полимерам в Японии и Южной Корее. В 1997—2002 годах совместно с академиком РАН А. Р. Хохловым руководил научно-образовательной программой по полимерам и ежегодно читал лекции по высокомолекулярным соединениям в Копенгагенском университете (Дания).

## Научная деятельность
В 1991 г. избран член-корреспондентом Российской академии естественных наук (РАЕН); в 2008 г. избран член-корреспондентом Российской академии наук (РАН).
В.П. Шибаев – автор фундаментальных научных трудов в области синтеза, изучения структуры и физико-химических свойств высокомолекулярных соединений. Он разработал структурно-химический подход к проблемам модификации полимеров, получении блок- и привитых сополимеров, галоидированных полиуглеводородов, а также осуществил синтез большого круга гребнеобразных полимеров и сополимеров.
Основополагающие исследования выполнены в области создания и изучения термотропных жидкокристаллических (ЖК) полимеров. Впервые сформулировал и экспериментально апробировал принципы молекулярного дизайна, определяющие условия формирования различных типов ЖК фаз в гребнеобразных полимерах, ЖК дендримерах и ионогенных сополимерах, содержащих мезогенные группы.
Синтезировал и исследовал несколько сотен новых хиральных, фотохромных, фото-, термо- и электро-управляемых полимеров и разработал принципы получения многофункциональных ЖК сополимеров и ЖК композитов. Разработал способы управления молекулярной и супрамолекулярной структурой таких полимеров с помощью внешних электрических и магнитных полей. Впервые получил термотропные полимерные ЖК холестерики и ЖК сегнетоэлектрики, ЖК композиты с уникальными оптическими свойствами – тонкоплёночные спектрозональные фильтры, поляроиды и отражатели для ИК- и видимых областей спектра, фото- и электроуправляемые покрытия и плёнки для ориентации жидких кристаллов, для записи и хранения информации (электрооптика, дисплейная технология, фотоника). Разработал новые типы ЖК фотомеханических актюаторов на основе полимер-стабизизированных плёнок полиэтилена и ЖК полимерных сенсоров для определения ионов металлов.

## Научно-организационная работа
Председатель специализированного совета по защите кандидатских и докторских диссертаций при МГУ имени М.В.Ломоносова (с 2007 г.). Член Научного совета РАН по высокомолекулярным соединениям и соруководитель Научного Семинара этого Совета, Член Учёного Совета химического факультета МГУ (с 1980 по 2016 г), член экспертной комиссии РФФИ, член бюро Российского научного общества по жидким кристаллам «Содружество» (с 1975 г.). Титулярный член (1987-1995), ассоциированный член (1996-1998 гг.) Номенклатурной комиссии по полимерам Международного союза по теоретической и прикладной химии (ИЮПАК), член Американского химического общества (с 1999 г.) и Международного общества по жидким кристаллам (с 1987 г.).
Член редколлегий периодических научных изданий: «Colloid&Polymer Science» (региональный редактор с 1998), «Liquid Crystals» (1986-1991, 1998-2001), «Mendeleev Communications» (1986-1991), «Macromolecular Systems - Materials Approach» (1996), «Высокомолекулярные соединения (Polymer Science)» (1990-2005), «Химическая физика» (1992-2002), «Вестник МГУ – Серия Химия)» (с 1980), «Жидкие кристаллы и их практическое использование» (с 2003), «Природа» (с 2010), «e-Polymer» (с 2011)

### Семья
Женат на Шибаевой Марине Владимировне (в девичестве Прохорова). Сын – Пётр Валерьевич Шибаев, физик, кандидат физико-математических наук (Fordham University, N-Y., USA). Внук – Павел (студент Princeton University, NJ, USA).

## Основные труды
1. Н.А. Платэ, В.П. Шибаев «Гребнеобразные полимеры и жидкие кристаллы» / Москва, Химия, 1980
2. N. Plate, V. Shibaev, «Comb-Shaped Polymers and Liquid Crystals» / Plenum Press, New York - London, 1987
3. «Liquid Crystalline and Mesomorphic Polymers» (Eds. V.P.Shibaev and Lui Lam) / Springer Verlag, New York, 1994
4. V.P. Shibaev «Polymers as Electrooptical and Photooptical Active Media» / Springer-Verlag, Berlin-Heidelberg-New-York, 1996
5. В.П. Шибаев, Н.А. Платэ «Жидкокристаллические полимеры» // Высокомолекулярные соединения, серия А, 19, 923-975, 1977
6. V.P. Shibaev, N.A. Plate «Thermotropic liquid crystalline polymers with mesogenic side groups» // Advances in Polymer Science, 60/61, 173-252, 1984
7. В.П.Шибаев, С.Г.Костромин, С.А. Иванов «Фоторегулирование оптических свойств гребнеобразных полимеров с боковыми мезогенными группами и проблемы записи информации» // Высокомолекулярные соединения, серия А, 39, 43-62, 1997
8. В.П. Шибаев, А.Ю. Бобровский, Н.И. Бойко «Светоуправляемые многофункциональные жидкокристаллические полимеры» // Высокомолекулярные соединения, серия С, 42, 2205-2234, 2000
9. С.А. Пономаренко, Н.И. Бойко, В.П. Шибаев «Жидкокристаллические дендримеры» // Высокомолекулярные соединения, серия С, 43, 1601-1650, 2001
10. V. Shibaev, A. Bobrovsky, N. Boiko, «Photoactive liquid crystalline polymer systems with light-controllable structure and optical properties» // Progress in Polymer Science, 28, 729-836, 2003
11. Д.А. Пебалк, Е.Б. Барматов, В.П. Шибаев «Жидкокристаллические иономеры – новый класс мезоморфных полимерных систем» // Успехи химии, 74, 610-633, 2005
12. В.П. Шибаев «Жидкокристаллические полимеры – прошлое, настоящее и будущее» // Высокомолекулярные соединения, 51, 1863-1929, 2009
13. В.П. Шибаев, М.Г. Иванов, Н.И. Бойко, Е.В. Черникова «Новый подход к синтезу жидкокристаллических трёхблочных сополимеров с холестерической структурой» // Доклады академии наук, 427, 492-494, 2009
14. V.P. Shibaev, N.I. Boiko «Liquid crystalline silicon-containing dendrimers» / in book “Silicon-containing dendritic polymers” (Eds. P.Dvornik, M. Owen), Springer, London, 237-283, 2009 (https://link.springer.com/chapter/10.1007%2F978-1-4020-8174-3_10)
15. V.P. Shibaev глава 1.10: «Liquid Crystalline polymers» / Polymer Science: A Comprehensive reference (Eds. K. Matyjaszewski, M. Moller), Elsevier B.V., 1, 259-285, 2012 (https://dx.doi.org/10.1016/B978-0-444-53349-4.00012-1)
16. В.П. Шибаев «Жидкие кристаллы – кентавры природы» // Природа, 1, 61-69, 2012
17. В.П. Шибаев «Полимерные кентавры» // Природа, 6, 12-24, 2012 (http://www.ras.ru/publishing/nature.aspx)

Всего опубликовано более 500 печатных работ, в том числе 5 книг, 10 методических разработок, получено 15 авторских свидетельств и 4 международных патента.

## Награды и премии
- Грант Фулбрайта для поездки в США для научной работы (1979);
- Премия Министерства высшего и среднего специального образования СССР «За отличные успехи в работе» (1980);
- Государственная премия СССР (1985);
- Член-корреспондент РАЕН (1991);
- Заслуженный деятель науки РФ (1995);
- Медаль «В память 850-летия Москвы» (1997);
- Главная Премия "МАИК-НАУКА" (1998);
- Премия конкурсов Международной Соросовской программы образования в области точных наук и Грантов Москвы (ежегодно в 1995-2002);
- Медаль Фредерикса Российского общества по жидким кристаллам (1998);
- Заслуженный профессор МГУ (1999);
- Премия В.А. Каргина Президиума РАН (2002);
- Ломоносовская премия МГУ (2006);
- Медаль ордена «За заслуги перед Отечеством» II степени (2024)[1].